# Systemutvecklingstekniker
Systemutvecklingstekniker (SUTEK) är i den svenska försvarsmakten en värnpliktig tjänst som software designers i utvecklingsprojektet inom taktiskt underrättelse, information, bekämpning och ledning.

## Historia
SUTEK (ursprungligen SuTeK) startade som ett försök i att dra nytta av den högteknologiska kompetens som många av de värnpliktiga befälsrekryterna besatt. Försöket startades av dåvarande Major Carl van Duin hösten 1995. Efter mycket internt motstånd hos övriga officerare beslutade man att efter första året ändå fortsätta verksamheten. Friktionen mellan det nystartade SUTEK och den övriga verksamheten minskade avsevärt under andra året och etablerades därefter som en "riktig" utbildningsgren.

## Rekrytering
Systemutvecklingstekniker (SUTEK) tas ut efter ett speciellt urval en bit in på ordinarie värnpliktstjänst. Efter en skriftlig ansökan via en enkät, genomförs intervjuer med de mest adekvata soldaterna. Efter ytterligare kvalificeringstester selekteras de mest lämpade av dessa. De få som blir utvalda lämnar efter sin grundläggande soldatutbildning (ca 3 månader) sin ordinarie tjänst och förflyttas från Grundutbildningsbataljonen till Utvecklingsenheten. 

## Utbildning
Vid utvecklingsenheten så genomförs förstegsutbildning innan de uttagna genomför en nationell utbildning med Sveriges övriga SUTEK. Den nationella utbildningen syftar till att ge grundläggande kompetens i olika programspråk. Utbildningen är fokuserad mot utveckling av funktionsmodell av ledningssystem innefattande underrättelse och informationshämtning. Kompletterande utbildning genomförs inom datakom, PC-Dart och IT-säkerhet. Utbildningen varvas med praktiska systemövningar. 

## Befattning
Befattningen innebär, efter utbildningen, modulär applikationsutveckling av funktionsmodeller av ledningssystem samt vid övningar tjänstgöra som operatörer och utbildare på dessa.

## Metodik
Då befattningen innebär tjänst inom ett projekts ramar så erhålls en god insikt i alla projektets ingående delar och därigenom skapas ett brett kontaktnät med projektets alla instanser. Närheten mellan projektledningen (kunden) och soldaterna (utvecklarna) ger en flexibel utveckling i en miljö som annars skulle anses som otillgänglig. Programutvecklingsmetodik som används är den så kallade Extrem programmering (XP) och Utforskande testning.